# Лоу, Брэндон
Брэндон Норман Лоу (англ. Brandon Norman Lowe, 6 июля 1994, Ньюпорт-Ньюс, Виргиния) — американский бейсболист, игрок второй базы клуба Главной лиги бейсбола «Тампа-Бэй Рейс».

## Карьера
Брэндон Лау родился 6 июля 1994 года. Он окончил старшую школу Нансемонд-Ривер в Саффолке. В 2013 году Лау поступил в Мэрилендский университет. Первый год в составе студенческой команды он пропустил из-за разрыва крестообразных связок на левой ноге. В сезоне 2015 года Брэндон стал лучшим игроком «Мэриленд Террапинс» по числу хитов, RBI, уоков, даблов, занятых баз и украденных баз. На драфте МЛБ того же года он был выбран под общим 87 номером клубом «Тампа-Бэй Рейс».
В сезоне 2017 года Брэндон играл в составе «Шарлотт Стоун Крабс», установив клубные рекорды по показателям слаггинга и OPS — 52,4 % и 92,7 % соответственно. Он был признан Самым ценным игроком Флоридской лиги и в августе переведён в команду АА-лиги «Монтгомери Бискуитс». В 2018 году Лау сыграл более ста матчей за «Бискуитс» и «Дарем Буллз», выбив в них 31 дабл и 22 хоум-рана. В августе он впервые в карьере был вызван в основной состав Рейс и дебютировал в Главной лиге бейсбола.
По итогам апреля 2019 года, в котором Брэндон провёл 25 игр и отбивал с показателем 28,9 %, он был признан лучшим новичком месяца в Американской лиге.